# Serra do Darién
A Serra do Darién é uma formação do relevo panamenho, localizada a leste do país na fronteira com a Colômbia.